# Geert Verheyen

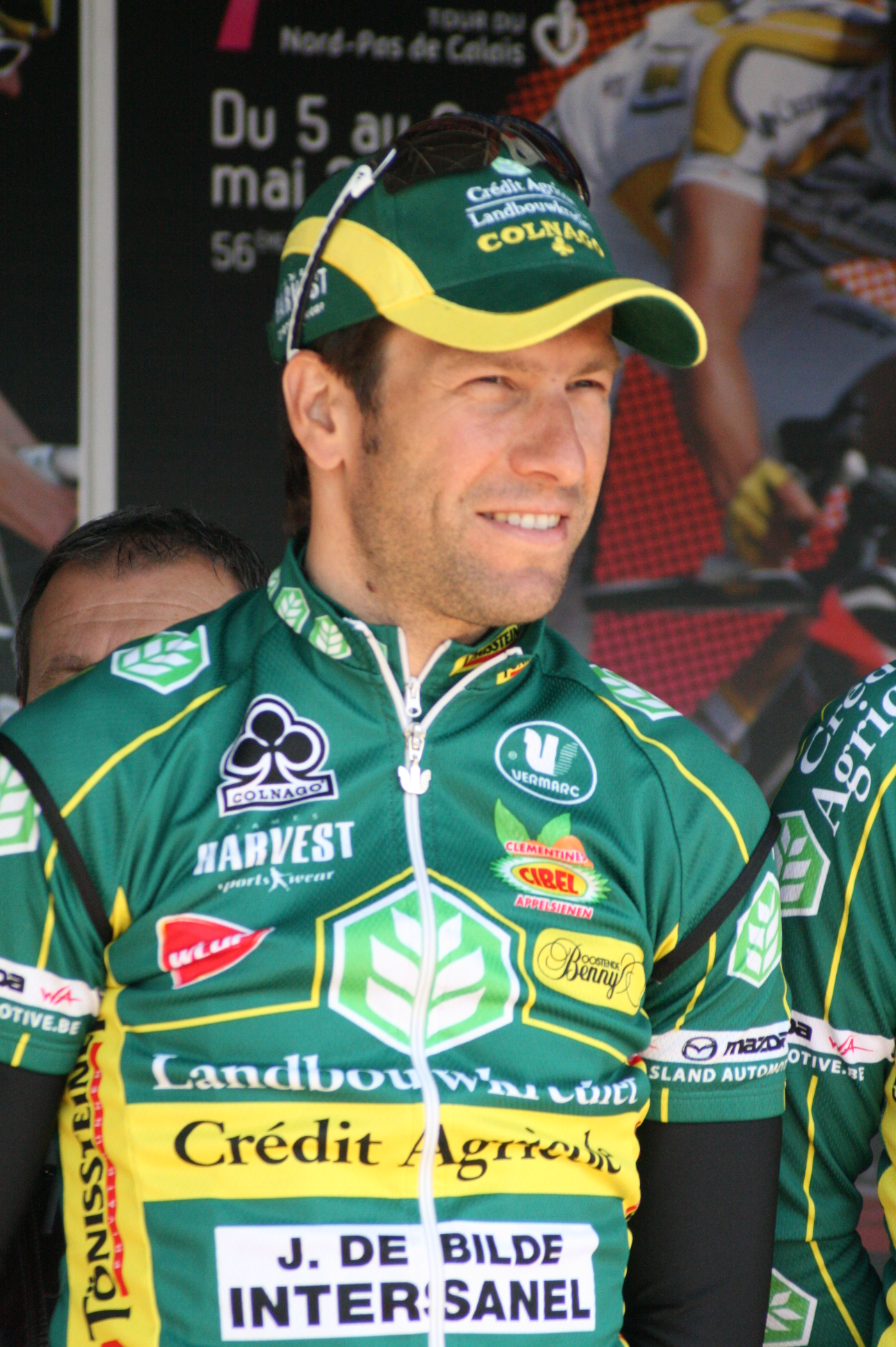
Geert Verheyen bei den Vier Tagen von Dünkirchen 2010

Geert Verheyen (* 10. März 1973 in Diest) ist ein ehemaliger belgischer Radrennfahrer.

## Karriere
Geert Verheyen begann seine Karriere 1994 bei Vlaanderen 2002, wo er vier Jahre lang fuhr. Danach wechselte er zu Lotto. Dort konnte er auf Anhieb den Grand Prix de la Ville de Lillers für sich entscheiden. In dem darauf folgenden Jahr gewann er noch eine Etappe bei der Route du Sud. 2001 wechselte er zu Rabobank und siegte bei dem deutschen Eintagesrennen Luk Cup in Bühl. 
2003 fuhr er für Marlux-Wincor-Nixdorf, wo er nochmal eine Etappe des Circuit Franco-Belge auf sein Konto schrieb. 2005 siegte er im Eintagesrennen Flèche Hesbignonne-Cras Avernas. Nach einem Jahr bei Landbouwkrediet-Colnago wechselte er 2006 zum belgischen ProTeam Quick Step. In der Saison 2008 fuhr er für Mitsubishi-Jartazi, danach kehrte er zu Landbouwkrediet zurück.
Ende der Saison 2011 beendete er seine Karriere als Berufsradfahrer.

## Erfolge
1998
- Grand Prix de la Ville de Lillers

1999
- eine Etappe Route du Sud

2001
- Luk-Cup Bühl

2003
- eine Etappe Circuit Franco-Belge

## Teams
- 1994 Vlaanderen 2002-Eddy Merckx
- 1995 Vlaanderen 2002-Eddy Merckx
- 1996 Vlaanderen 2002-Eddy Merckx
- 1997 Vlaanderen 2002-Eddy Merckx
- 1998 Lotto-Mobistar
- 1999 Lotto-Mobistar
- 2000 Lotto-Adecco
- 2001 Rabobank
- 2002 Rabobank
- 2003 Marlux-Wincor-Nixdorf
- 2004 Chocolade Jacques-Wincor Nixdorf
- 2005 Landbouwkrediet-Colnago
- 2006 Quick Step
- 2007 Quick Step
- 2008 Mitsubishi-Jartazi
- 2009 Landbouwkrediet-Tönissteiner
- 2010 Landbouwkrediet
- 2011 Landbouwkrediet